# Херцберг (Харц)
Херцберг (на немски: Herzberg am Harz) е град в Долна Саксония (Германия) до южната част на планината Харц с 13 227 жители (към 31 декември 2012) и площ от 71,88 km².
Херцберг се намира на 32 км от Гьотинген и на 90 км от Хановер. До града се намира дворец Херцберг.
Градът е споменат за пръв път в документ на Хайнрих Лъв през 1154 г. и първо е собственост на Велфите.